# نوبوهيسا كوباياشي
نوبوهيسا كوباياشي (باليابانية: 小林 庸尚) (11 أبريل 1983 في أوتسونوميا في اليابان – )؛ هو لاعب كرة قدم كان يلعب كحارس مرمى.

## وصلات خارجية
- نوبوهيسا كوباياشي على موقع قاعدة بيانات كرة القدم.إي يو (الإنجليزية)
- نوبوهيسا كوباياشي على موقع Soccerway.com (الإنجليزية)
- نوبوهيسا كوباياشي على موقع عالم كرة القدم.نت (الإنجليزية)